# Victoria (ancienne circonscription fédérale ontarienne)
Pour les articles homonymes, voir Victoria (circonscription).
Victoria fut une circonscription électorale fédérale de l'Ontario, représentée de 1904 à 1968.
La circonscription de Victoria a été créée en 1903 avec des parties de Peterborough-Est, Victoria-Nord et Victoria-Sud. Abolie en 1966, elle devint une partie de Victoria—Haliburton.
Il ne faut par confondre cette circonscription avec ses homonymes des autres provinces telle Victoria en Alberta, Victoria en Colombie-Britannique, Victoria en Nouvelle-Écosse et Victoria au Nouveau-Brunswick.

## Géographie
En 1903, la circonscription de Victoria comprenait:
- Le comté de Victoria
- Le comté d'Haliburton

En 1947, elle comprenait:
- Les comtés de Victoria et d'Haliburton
- Une partie du comté d'Ontario
  - Les cantons de Rama, Mara, Thorah et Brock

## Députés
1. 1904-1921 — Samuel Hughes, CON
2. 1921-1925 — John Jabez Thurston, IND
3. 1925-1935 — Thomas Hubert Stinson, CON
4. 1935-1945 — Bruce McNevin, PLC
5. 1945-1963 — Clayton Wesley Hodgson, PC
6. 1963-1965 — Charles Lamb, PC
7. 1965-1968 — William C. Scott, PC

- CON = Parti conservateur du Canada (ancien)
- L-C = Parti libéral-conservateur
- PC = Parti progressiste-conservateur
- PLC = Parti libéral du Canada